# Nokia N1
Nokia N1 — первый Android-планшет, выпущенный компанией Nokia. Анонсирован 18 ноября 2014 года. Nokia N1 является первым мобильным устройством финского производителя, представленным после продажи подразделения Nokia Devices компании Microsoft. Также является первым в мире устройством с универсальным разъёмом USB Type-C, который позволяет подключать кабель в разъём любой стороной.
Страной запуска является Китай. Премьера состоялась 9 января 2015 года. За 4 минуты были проданы все 20 000 единиц устройства, поступившие в продажу. Вторая партия Nokia N1, поступившая в продажу в Китае 15 января, также была распродана всего за несколько минут.

## Технические характеристики
- Дисплей: 7,9 дюймов, IPS, 2048×1536 пикселей, соотношение сторон 4:3.
- Процессор: Intel Atom Z3580, x86-64, 2,3 ГГц.
- Аккумулятор: 5300 мАч.
- Память: 2 ГБ ОЗУ, 32 ГБ ПЗУ.
- Камеры: 8 мегапикселей основная, 5 мегапикселей фронтальная.
- Беспроводные технологии: Wi-Fi (802.11a/b/g/n/ac) MIMO и Bluetooth 4.0.

Работу Nokia N1 обеспечивает 64-битный процессор Intel Atom Z3580, который работает на тактовой частоте 2,3 ГГц, а также 2 ГБ оперативной памяти. По производительности Nokia N1 обходит Apple iPad mini 3.
Корпус устройства алюминиевый, с размерами 200,7×138,6×6,9 мм, вес составляет 318 грамм. Может быть серебристого или серого цвета. Планшет работает под управлением операционной системы Android 5.0 Lollipop с фирменной оболочкой Nokia Z Launcher, которую можно отключить в настройках.